# 堀本能礼
堀本 能礼（ほりもと よしのり、1970年7月23日 - 2017年6月18日）は、日本の俳優。北海道出身。
劇団「唐組」を経て今井事務所に所属していた。身長167cm。体重68kg。血液型はO型。

## 出演

### 映画
- 銭道（2004年）
- ココロとカラダ（2004年）- 尻好きの男 役
- サクラ、アンブレラ（2007年）※短編映画
- バカリズム THE MOVIE（2012年、ソニー・ミュージックエンタテインメント）
- THE NEXT GENERATION -パトレイバー-（2014年 - 2015年、松竹）- 二班・操縦担当 太田原勇 役
- シン・ゴジラ[10]（2016年、東宝）
- 蒼ざめた二重奏
- Happy Birthday（2005年、NETCINEMA.TV）

### テレビドラマ
- 日曜劇場 おとうさん 第8話「結婚式に何が起こったか」（2002年12月1日、TBSテレビ）
- 相棒（テレビ朝日系列）
  - 相棒 警視庁ふたりだけの特命係 第10話「最後の灯り」（2002年12月11日）
  - 相棒 Season 8 第15話「狙われた刑事」（2010年2月10日）- ラーメン被害者・中村豊喜 役
- 天才てれびくんMAX（2003年、Eテレ）
- ナショナル劇場 こちら本池上署 第2シリーズ 第7回「寮長に最敬礼」（2003年5月26日、TBSテレビ）
- 土曜ワイド劇場（テレビ朝日系列）
  - 「混浴露天風呂連続殺人 第23作 日光・鬼怒川 ウラ日本史の謎!保険金殺人事件を湯けむりの中で推理する名刑事」（2003年12月20日）- タクシードライバー 役
  - 「華麗なる復讐 美人妻を襲う完全犯罪の罠 フラワーデザイナー、女たちの熱い闘い」（2004年）
- 19borders（2004年、ザ・ワークス）
- 木曜劇場 白い巨塔 第14話「母の涙」（2004年1月29日、フジテレビ）
- 水戸黄門（TBSテレビ）
  - 水戸黄門 第33部 第4話（2004年）- 利助 役
  - 水戸黄門 第42部 第6話（2010年）- 忠次 役
- 彼らの海VII Wish On The Polestar（2005年、フジテレビ）※クレジットなし
- 芸術劇場 そのまま!（2005年、Eテレ）
- 恋のから騒ぎ ドラマスペシャル（2005年、日本テレビ）
- ドラマ30 がきんちょ〜リターン・キッズ〜 第3話・第4話（2006年、毎日放送）
- 妻たちからの三行半〜夫たちの(秘)離婚回避マニュアル〜（2008年、フジテレビ）
- 土曜時代劇 オトコマエ!（2008年、NHK総合）
- 名探偵の掟 第九章「みたらし団子殺人事件」（2009年）
- 経済ドキュメンタリードラマ ルビコンの決断 第9話「ホームレスから社長に こうしてどん底からはいあがった」（2009年6月18日）
- 地下鉄サリン事件 15年目の闘い〜あの日、霞ヶ関で何が起こったのか〜（2010年）
- 土曜プレミアム
  - 「知られざる“龍馬伝”世紀の英雄・坂本龍馬最大の謎と秘密の暗号」（2010年）
- Mr.サンデー拡大特番 原発危機 克服への闘い（2011年）
- 探偵Xからの挑戦状!スペシャル（2011年）
- 遺留捜査
  - 第1話「水上封鎖!! 運河に女性警察官の死体!? 遺留品にこだわる風変わりな刑事が帰ってきた!! 返本された哲学書と破れた柔道着の最期のメッセージ!!」（2012年7月12日）- ホームレス 坂井 役
- でんぱコネクション（2012年）
- 野田ともうします。 第3話「エンジョイ・サマー!」（2012年）
- 月曜ゴールデン
  - 「湯けむりバスツアー 桜庭さやかの事件簿」第5作「〜飛騨高山同窓会ツアー〜30年前の白骨遺体がよぶ死の連鎖…恋と友情の果てに憎悪の炎が燃え上がる!」（2014年4月28日）
- 特選!時代劇 吉原裏同心 第6話「隠しごと」（2014年7月31日）- 諒庵 役
- 昨夜のカレー、明日のパン（2014年、NHK BSプレミアム）
- 水曜ミステリー9
  - 「さすらい署長 風間昭平 第12作 阿波おへんろ殺人事件」（2015年11月11日）- 阿南中央警察署 鑑識課長 清浜潔 役
- 手裏剣戦隊ニンニンジャー 第25話「夏だ!ドラキュラにご用心」（2015年8月16日）- サトウ 役
- ウルトラマンX 第17話（2015年）- 松嶋 役

### 舞台
- カサブタ 〜牧野家の幸福な人々〜（2006年）
- ササクレ 〜神様になれなかったあの子〜（2007年）
- そのまま!（2008年）- 若い男 役
- スパイラルスパイス（2009年）
- あなたと見た映画の夜（2013年）
- 赤い靴
- 悪戦
- 海の口笛
- 裏切りの街
- 黄金バット
- 大川わたり
- 改訂の巻・秘密の花園 - 主演
- カエサル
- 帰ってきた浅草パラダイス
- 風に吹かれて ドンキホーテ
- 鯨のリチャード - 主演
- ザ・シックス・メカニクス
- 忍ぶ阿呆に死ぬ阿呆
- 東風 コチ 夕立 土用波
- 透明人間 - 主演
- 殿のちょんまげを切る女
- 内蔵天国
- なつのしま、はるのうた
- 眠り草
- 売春捜査官 〜ギャランドゥ〜
- ペテン・ザ・ペテン
- 耳があるなら蒼に聞け
- 闇の左手 - 主演
- 汚れっちまった悲しみに
- 夜壺 - 主演
- わらしべ夫婦双六旅

### CM
- シマダヤ もみ打ち冷やし中華（ナレーション）